# O Velho Que Lia Romances de Amor

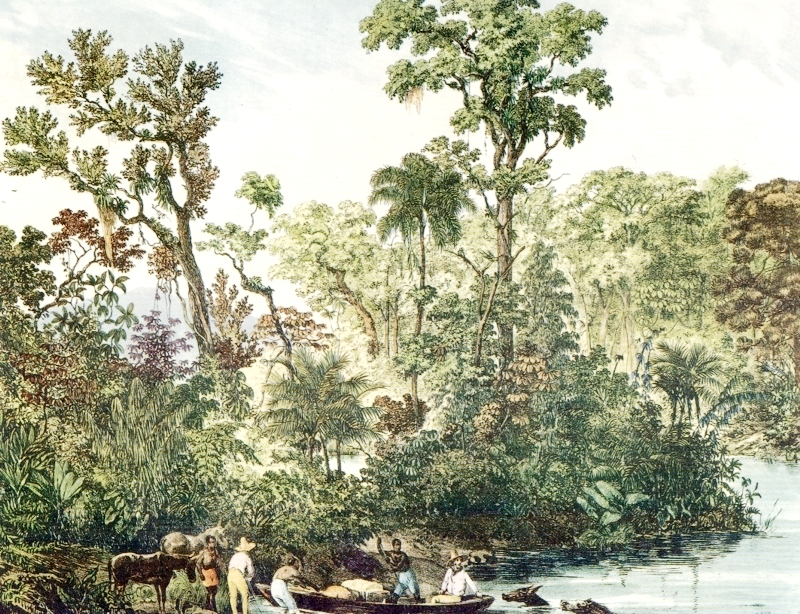
Ilustração de Johann Moritz Rugendas das florestas da América do Sul.

O Velho que Lia Romances de Amor é uma obra do chileno Luís Sepúlveda, publicada em 1989, que narra a aventura de António José Bolívar Proaño, protagonista desta história e aficionado leitor de romances de amor, que tem como pano de fundo a América do Sul, mais concretamente um local chamado El Idílio.

## Enredo

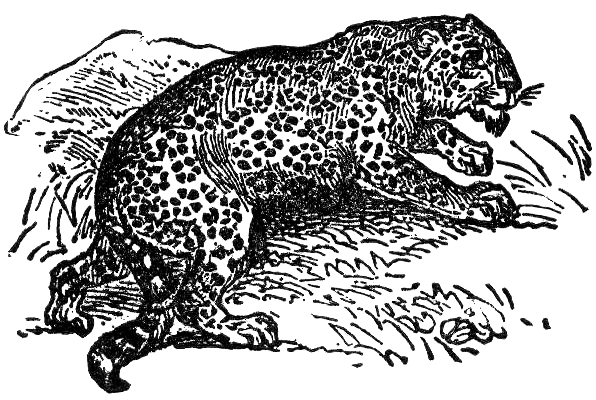
Ilustração de uma onça.

António Proaño, personagem principal da obra, é apresentado como um homem simples, no entanto, profundo conhecedor da floresta amazónica, local onde se refugiou e aprendeu a sobreviver com os xuar e índigenas após a morte da sua esposa. O enredo adensa-se quando começam a surgir cadáveres de pessoas e animais, presumivelmente atacados por um predador, uma onça. É António Proaño quem - sozinho -, após uma expedição falhada levada a cabo pelo administrador da aldeia, consegue abater o felino, embora lamentando-se da desigual luta que opôs um animal a um humano fortemente armado.

## Biografia
- Luis Sepúlveda. O Velho que Lia Romances de Amor. [S.l.]: Porto Editora. 978-972-0-04187-6
- Sipnose da e-Livraria wook